# Unione Sportiva Pro Vercelli 1994-1995
Questa voce raccoglie le informazioni riguardanti l'Unione Sportiva Pro Vercelli nelle competizioni ufficiali della stagione 1994-1995.

## Stagione
Nella stagione 1994-1995 la Pro Vercelli ha disputato l'ottavo campionato di Serie C2 della sua storia. Con 53 punti ha ottenuto il quinto posto, che gli è valso il diritto di partecipare ai playoff, l'11 ed il 18 giugno ha ottenuto due pareggi contro il Lumezzane, ma avendo subito la rete dell'(1-1) in casa ha lasciato il passaggio in finale ai valtrumpini. Promosse il Brescello diretta ed il Saronno dai playoff. Con 17 reti segnate il miglior marcatore vercellese è stato l'ala Alessandro Provenzano.

## Divise e sponsor
| 1ª divisa |

## Organigramma societario
Area direttiva
- Presidente: Ezio Rossi
- Direttore sportivo: Enzo Barbero
- Segretario generale: Emanuele Ferrero
- Segretario: Bruno Braghin

Area tecnica
- Allenatore: Sergio Caligaris
- Allenatore giovanili: Fabrizio Viassi

## Rosa
| N. |                   | Ruolo | Calciatore          |
| -- | ----------------- | ----- | ------------------- |
|    | Italia (bandiera) | P     | Sandro Beccari      |
|    | Italia (bandiera) | P     | Gianfranco Randazzo |
|    | Italia (bandiera) | D     | Valerio Chiarpotto  |
|    | Italia (bandiera) | D     | Stefano Lo Porto    |
|    | Italia (bandiera) | D     | Marco Montebugnoli  |
|    | Italia (bandiera) | D     | Fabrizio Roda       |
|    | Italia (bandiera) | D     | Corrado Tonin       |
|    | Italia (bandiera) | D     | Massimo Storgato    |
|    | Italia (bandiera) | D     | Alessandro Castagna |
|    | Italia (bandiera) | C     | Andrea Cervato      |

| N. |                   | Ruolo | Calciatore            |
| -- | ----------------- | ----- | --------------------- |
|    | Italia (bandiera) | C     | Claudio Col           |
|    | Italia (bandiera) | C     | Umberto Izzo          |
|    | Italia (bandiera) | C     | Mirko Monetta         |
|    | Italia (bandiera) | C     | Antonio Obbedio       |
|    | Italia (bandiera) | C     | Giuseppe Pingitore    |
|    | Italia (bandiera) | C     | Fabio Rinaldi         |
|    | Italia (bandiera) | A     | Fabio Artico          |
|    | Italia (bandiera) | A     | Sergio Gabasio        |
|    | Italia (bandiera) | A     | Alessandro Provenzano |
|    | Italia (bandiera) | A     | Marco Weffort         |

## Risultati

### Serie C2

#### Girone d'andata
| Vercelli 4 settembre 1994 1ª giornata | Pro Vercelli     | 0 – 0 | Pavia | Stadio Leonida Robbiano\| Arbitro: \| Paparesta (Bari) \| |
| Arbitro:                              | Paparesta (Bari) |       |       |                                                           |

| Arbitro: | D'Agostini (Frosinone) |

|                     |           |               |
| Laghi 48’, 54’, 89’ | Marcatori | 9’ Provenzano |

| Arbitro: | Longo (Paola) |

|  |           |               |
|  | Marcatori | 30’ Tamagnini |

| Arbitro: | Borelli (Roma) |

|                                   |           |                                                                |
| Fini 11’, 52’ Greco 13’ Manca 48’ | Marcatori | 45’ Roda 62’ Tonin 67’ (aut.) M. Mariani 75’ (rig.) Provenzano |

| Arbitro: | Ciulli (Roma) |

|                               |           |  |
| Cortesi 36’ (rig.) Foschi 44’ | Marcatori |  |

| Arbitro: | Zaltron (Bassano del Grappa) |

|                  |           |             |
| Weffort 35’, 53’ | Marcatori | 13’ Pasetto |

| Arbitro: | Gabriele (Frosinone) |

|          |           |               |
| Coti 47’ | Marcatori | 84’ Pingitore |

| Vercelli 23 ottobre 1994 8ª giornata | Pro Vercelli   | 0 – 0 | Centese | Stadio Leonida Robbiano\| Arbitro: \| Buda (Pescara) \| |
| Arbitro:                             | Buda (Pescara) |       |         |                                                         |

| Arbitro: | Santoruvo (Bari) |

|               |           |            |
| Menegatti 81’ | Marcatori | 3’ Weffort |

| Vercelli 13 novembre 1994 10ª giornata | Pro Vercelli    | 0 – 0 | Solbiatese | Stadio Leonida Robbiano\| Arbitro: \| Manari (Teramo) \| |
| Arbitro:                               | Manari (Teramo) |       |            |                                                          |

| Arbitro: | Mulonia (Reggio Calabria) |

|                     |           |              |
| Storgato 54’ (aut.) | Marcatori | 77’ Storgato |

| Arbitro: | Alvino (Salerno) |

|                |           |  |
| Provenzano 35’ | Marcatori |  |

| Arbitro: | Silvestrini (Macerata) |

|  |           |               |
|  | Marcatori | 77’ Pingitore |

| Arbitro: | Baglioni (Prato) |

|                     |           |  |
| Provenzano 12’, 65’ | Marcatori |  |

| Arbitro: | Malatesta (Terni) |

|              |           |                      |
| Storgato 60’ | Marcatori | 7’, 49’, 81’ Guatteo |

| Arbitro: | Cicoianni (Ascoli Piceno) |

|                      |           |                |
| Cavicchia 45’ (rig.) | Marcatori | 11’ Provenzano |

| Arbitro: | Pititto (Vibo Valentia) |

|                            |           |           |
| Provenzano 10’ Weffort 56’ | Marcatori | 49’ Zanin |

#### Girone di ritorno
| Arbitro: | Castellani (Verona) |

|           |           |  |
| Folli 88’ | Marcatori |  |

| Arbitro: | sciamanna (Ascoli Piceno) |

|  |           |                     |
|  | Marcatori | 90’ (rig.) Truddaiu |

| Arbitro: | Bucceri (Piacenza) |

|  |           |             |
|  | Marcatori | 55’ Monetta |

| Arbitro: | D'Errico (Frattamaggiore) |

|                |           |  |
| Provenzano 68’ | Marcatori |  |

| Arbitro: | Gregoroni (Napoli) |

|                                |           |                          |
| Provenzano 20’, 64’ Artico 82’ | Marcatori | 62’ Tagliabue 71’ Foschi |

| Arbitro: | Alario (Civitavecchia) |

|             |           |                             |
| Caliari 90’ | Marcatori | 37’, 74’ Weffort 57’ Artico |

| Arbitro: | Miotto (Trento) |

|                     |           |                 |
| Provenzano 17’, 63’ | Marcatori | 90’ (rig.) Coti |

| Arbitro: | Pin (Conegliano) |

|  |           |                          |
|  | Marcatori | 11’ Storgato 90’ Weffort |

| Arbitro: | Carraro (Conselve) |

|              |           |                  |
| Col 69’, 90’ | Marcatori | 68’ F. Bresciani |

| Arbitro: | Linfatici (Viareggio) |

|                                                     |           |                    |
| Pompini 29’, 43’ Bertolotti 39’ (rig.) Franzini 78’ | Marcatori | 7’, 83’ Provenzano |

| Arbitro: | Bizzotto (Castelfranco Veneto) |

|  |           |                |
|  | Marcatori | 78’ Provenzano |

| Arbitro: | Gianni Corda (Cagliari) |

|                            |           |  |
| Weffort 50’ Provenzano 66’ | Marcatori |  |

| Arbitro: | Ciulli (Roma) |

|                |           |  |
| Giuliodori 35’ | Marcatori |  |

| Arbitro: | Perissinotto (Venezia) |

|                    |           |                |
| Weffort 16’ (rig.) | Marcatori | 74’ F. Morello |

| Novara 7 maggio 1995 32ª giornata | Novara            | 0 – 0 | Pro Vercelli | Stadio Comunale\| Arbitro: \| Guiducci (Arezzo) \| |
| Arbitro:                          | Guiducci (Arezzo) |       |              |                                                    |

| Arbitro: | Bertini (Arezzo) |

|  |           |                                     |
|  | Marcatori | 47’ Riva 64’ (aut.) Roda 73’ Gorini |

| Lumezzane 21 maggio 1995 34ª giornata | Lumezzane         | 0 – 0 | Pro Vercelli | Nuovo Stadio Comunale\| Arbitro: \| Innocente (Udine) \| |
| Arbitro:                              | Innocente (Udine) |       |              |                                                          |

### Play-off
| Arbitro: | Acronzio (Teramo) |

|                       |           |               |
| Provenzano 77’ (rig.) | Marcatori | 71’ D'Onofrio |

| Lumezzane 18 giugno 1995 Semifinale - Ritorno | Lumezzane        | 0 – 0 | Pro Vercelli | Nuovo Stadio Comunale\| Arbitro: \| Paparesta (Bari) \| |
| Arbitro:                                      | Paparesta (Bari) |       |              |                                                         |

### Coppa Italia di Serie C

#### Primo turno
| Arbitro: | Rosetti (Torino) |

|                      |           |  |
| Armanetti 26’ (rig.) | Marcatori |  |

| Arbitro: | Castellani (Verona) |

|         |           |                                           |
| Col 64’ | Marcatori | 102’ Vitalone 106’ Malaguti 107’ Guindani |

## Statistiche

### Statistiche di squadra
| Competizione         | Punti | In casa | In casa | In casa | In casa | In casa | In casa | In trasferta | In trasferta | In trasferta | In trasferta | In trasferta | In trasferta | Totale | Totale | Totale | Totale | Totale | Totale | DR |
| Competizione         | Punti | G       | V       | N       | P       | Gf      | Gs      | G            | V            | N            | P            | Gf           | Gs           | G      | V      | N      | P      | Gf     | Gs     | DR |
| -------------------- | ----- | ------- | ------- | ------- | ------- | ------- | ------- | ------------ | ------------ | ------------ | ------------ | ------------ | ------------ | ------ | ------ | ------ | ------ | ------ | ------ | -- |
| Serie C2             | 53    | 17      | 9       | 4       | 4       | 19      | 12      | 17           | 5            | 7            | 5            | 19           | 23           | 34     | 14     | 11     | 9      | 38     | 35     | +3 |
| Play-out             |       | 1       | 0       | 1       | 0       | 1       | 1       | 1            | 0            | 1            | 0            | 0            | 0            | 2      | 0      | 2      | 0      | 1      | 1      | 0  |
| Coppa Italia Serie C |       | 1       | 0       | 0       | 1       | 1       | 3       | 1            | 0            | 0            | 1            | 0            | 1            | 2      | 0      | 0      | 2      | 1      | 4      | -3 |
| Totale               | -     | 19      | 9       | 5       | 5       | 21      | 16      | 19           | 5            | 8            | 6            | 19           | 24           | 38     | 14     | 13     | 11     | 40     | 40     | 0  |

### Statistiche dei giocatori[3]
| Giocatore       | Serie C2 | Serie C2 | Play-out | Play-out | Coppa Italia Serie C | Coppa Italia Serie C | Totale   | Totale |
| Giocatore       | Presenze | Reti     | Presenze | Reti     | Presenze             | Reti                 | Presenze | Reti   |
| --------------- | -------- | -------- | -------- | -------- | -------------------- | -------------------- | -------- | ------ |
| F. Artico       | 28       | 2        | 1        | 0        | -                    | -                    | 29       | 2      |
| S. Beccari      | 34       | -35      | 2        | -1       | 1                    | -3                   | 37       | -39    |
| A. Castagna     | 28       | 0        | 2        | 0        | 1                    | 0                    | 31       | 0      |
| A. Cervato      | 33       | 0        | 2        | 0        | 2                    | 0                    | 37       | 0      |
| V. Chiarpotto   | 2        | 0        | -        | -        | -                    | -                    | 2        | 0      |
| C. Col          | 32       | 2        | 2        | 0        | 2                    | 1                    | 36       | 3      |
| S. Gabasio      | 19       | 0        | 2        | 0        | 1                    | 0                    | 22       | 0      |
| U. Izzo         | 15       | 0        | 1        | 0        | 1                    | 0                    | 17       | 0      |
| S. Lo Porto     | 10       | 0        | -        | -        | 2                    | 0                    | 12       | 0      |
| M. Monetta      | 24       | 1        | 2        | 0        | 1                    | 0                    | 27       | 1      |
| M. Montebugnoli | 9        | 0        | -        | -        | 1                    | 0                    | 10       | 0      |
| A. Obbedio      | 25       | 0        | 2        | 0        | -                    | -                    | 27       | 0      |
| G. Pingitore    | 32       | 2        | 2        | 0        | 2                    | 0                    | 36       | 2      |
| A. Provenzano   | 33       | 16       | 2        | 1        | 2                    | 0                    | 37       | 17     |
| G. Randazzo     | -        | -        | -        | -        | 1                    | -1                   | 1        | -1     |
| F. Rinaldi      | 16       | 0        | 2        | 0        | 1                    | 0                    | 19       | 0      |
| F. Roda         | 25       | 1        | -        | -        | 1                    | 0                    | 26       | 1      |
| M. Storgato     | 28       | 3        | 2        | 0        | 2                    | 0                    | 32       | 3      |
| C. Tonin        | 17       | 1        | -        | -        | 2                    | 0                    | 19       | 1      |
| M. Weffort      | 30       | 9        | 2        | 0        | 2                    | 0                    | 34       | 9      |